# Gli uomini dal passo pesante
Gli uomini dal passo pesante (bra Cinco Pistolas com Sede de Sangue) é um filme ítalo-francês de 1965, do gênero faroeste, dirigido por Mario Sequi (Anthony Wileys) e Alfredo Antonini (Albert Band), roteirizado por Albert Band e Ugo Liberatore, baseado no livro Guns of North Texas, de Will Cook.

## Sinopse
Texas, barão de gado, inconformado com a derrota do Sul na Guerra de Secessão, gera clima de terror na região. Seu filho mais velho volta-se contra ele e tenta salvar a família de maiores danos.

## Elenco
- Gordon Scott ……. Lon Cordeen
- Joseph Cotten ……. Temple Cardeen
- James Mitchum ……. Hoby Cardeen
- Ilaria Occhini ……. Edith Wickett
- Franco Nero ……. Charlie Garvin (como Frank Nero)
- Muriel Franklin ……. Alice Cordeen
- Emil Jordan ……. Fred Wickett
- Emma Vannoni ……. Bess Cordeen
- Carlo Calo ……. Mrs. Temple Cardeen (como Carroll Brown)
- George Lycan ……. Longfellow Wiley
- Aldo Cecconi ……. Jim Hennessy
- Franco Balducci ……. Pete Wiley
- Dario Michaelis ……. Bert Cordeen
- Lino Desmond ……. xerife
- Edith Peters ……. Emma
- Romano Puppo ……. Payne Cordeen (as Roman Barrett)
- Giovanni Scratuglia ……. Adrian Cordeen (como Ivan Andrews)
- Silla Bettini ……. Hogan